# روکورو نایا
روکورو نایا (انگلیسی: Rokurō Naya; ۲۰ اکتبر ۱۹۳۲ – ۱۷ نوامبر ۲۰۱۴) صداپیشگی در ژاپن، و بازیگر اهل ژاپن بود. وی بین سال‌های ۱۹۵۴ تا ۲۰۱۴ میلادی فعالیت می‌کرد.